# Senegalsko-zelenortska granica
Granica između Zelenortskih otoka i Senegala sastoji se od pomorskog segmenta u Atlantskom oceanu uz obalu Dakara. Ta je granica definirana pravilom jednake udaljenosti između dviju zemalja i sadržana u ugovoru potpisanom u veljači 1993.
Linearni pomorski segmenti definirani su s osam pojedinačnih koordinatnih točaka.
- Točka A: 13°39′00″N 20°04′25″W / 13.65000°N 20.07361°W
- Točka B: 14°51′00″N 20°04′25″W / 14.85000°N 20.07361°W
- Točka C: 14°55′00″N 20°00′00″W / 14.91667°N 20.00000°W
- Točka D: 15°10′00″N 19°51′30″W / 15.16667°N 19.85833°W
- Točka E: 15°25′00″N 19°44′50″W / 15.41667°N 19.74722°W
- Točka F: 15°40′00″N 19°38′30″W / 15.66667°N 19.64167°W
- Točka G: 15°55′00″N 19°35′40″W / 15.91667°N 19.59444°W
- Točka H: 16°04′00″N 19°33′30″W / 16.06667°N 19.55833°W

Točka H odgovara tromeđi s Mauritanijom.